# Kätchen für alles
Kätchen für alles ist ein deutsches Filmlustspiel aus dem Jahre 1949 von Akos von Rathony, dessen erster deutscher Film dies war. Die Titelrolle der unterschätzten Schauspielerin spielt Hannelore Schroth, der verbale Grobian und Kätchens späterer Herzbube wird von dem in Charmeur- und Grandseigneurrollen versierten Altstar Willy Fritsch verkörpert.

## Handlung
Kätchen ist eine junge Frau, die unbedingt zur Bühne will, denn dies ist ihr ganzer Lebensinhalt. Doch bei der Aufnahmeprüfung fällt die Theaterschülerin durch. Als wäre dies nicht schon schlimm genug, nennt sie auch noch der berühmte Schauspielkollege Georg Vorster schlicht „einen Trampel“. Dies ärgert Kätchen derart, dass sie es dem blasierten Star einmal so richtig zeigen will: sie schleicht sich unerkannt in Vorsters Haus und zeigt ihm, zum Beweis ihres künstlerischen Könnens, wie man einen richtigen „Trampel“ verkörpert. Dabei sorgt Kätchen für so manche Verwicklungen, denn es bleibt nicht allein beim Trampel: Unerkannt spielt sie auch weitere Frauenrollen: vom Dienstmädchen über die misshandelte Ehefrau und liebevolle Mutter bis hin zum verführerischen Vamp. Georg Vorster muss einsehen, dass er sich in seiner Beurteilung des jungen Kätchens ordentlich geirrt hat und er sogar sein Herz an die junge Kollegin verloren hat.

## Produktionsnotizen
Kätchen für alles, später auch unter Kätchen räumt auf geführt, entstand in den Real-Film-Studios von Hamburg-Wandsbek mit Außenaufnahmen aus Hamburg. Die Premiere fand am 18. Oktober 1949 in Düsseldorf statt, in Berlin wurde der Streifen im Westen der Stadt am 10. Februar 1950 und im Osten am 7. April 1950 erstmals gezeigt.
Mit-Produzent Gyula Trebitsch wirkte auch als Produktionsleiter. Mathias Matthies entwarf die Filmbauten. Trebitsch-Gattin Erna Sander entwarf die Kostüme, assistiert von Irms Pauli.
Diese Produktion war ein so genannter Austauschfilm Westdeutschland/Mitteldeutschland.
Kätchen für alles ist ein Remake von Akos von Rathonys in Ungarn gedrehtem Film Katyi (1942).

## Kritik
„Das dünne Lustspiel ist nur dank Hannelore Schroths komödiantischer Parforcetour recht vergnüglich.“